# Форекария
Форекария (на френски: Forécariah) е град в Западна Гвинея, регион Киндия. Административен център на префектура Форекария. Населението на града през 2014 година е 20 671 души.